# Pleiocarpidia peltistigma
Pleiocarpidia peltistigma là một loài thực vật có hoa trong họ Thiến thảo. Loài này được (Miq.) Bremek. miêu tả khoa học đầu tiên năm 1940.